# Jasak

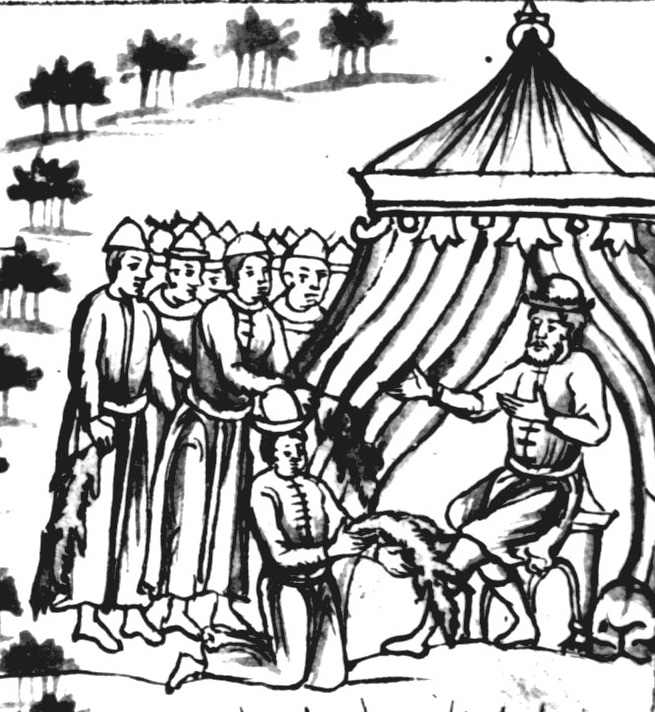
pobór jasaka od obwodzie tiumeńskim, XVI w.

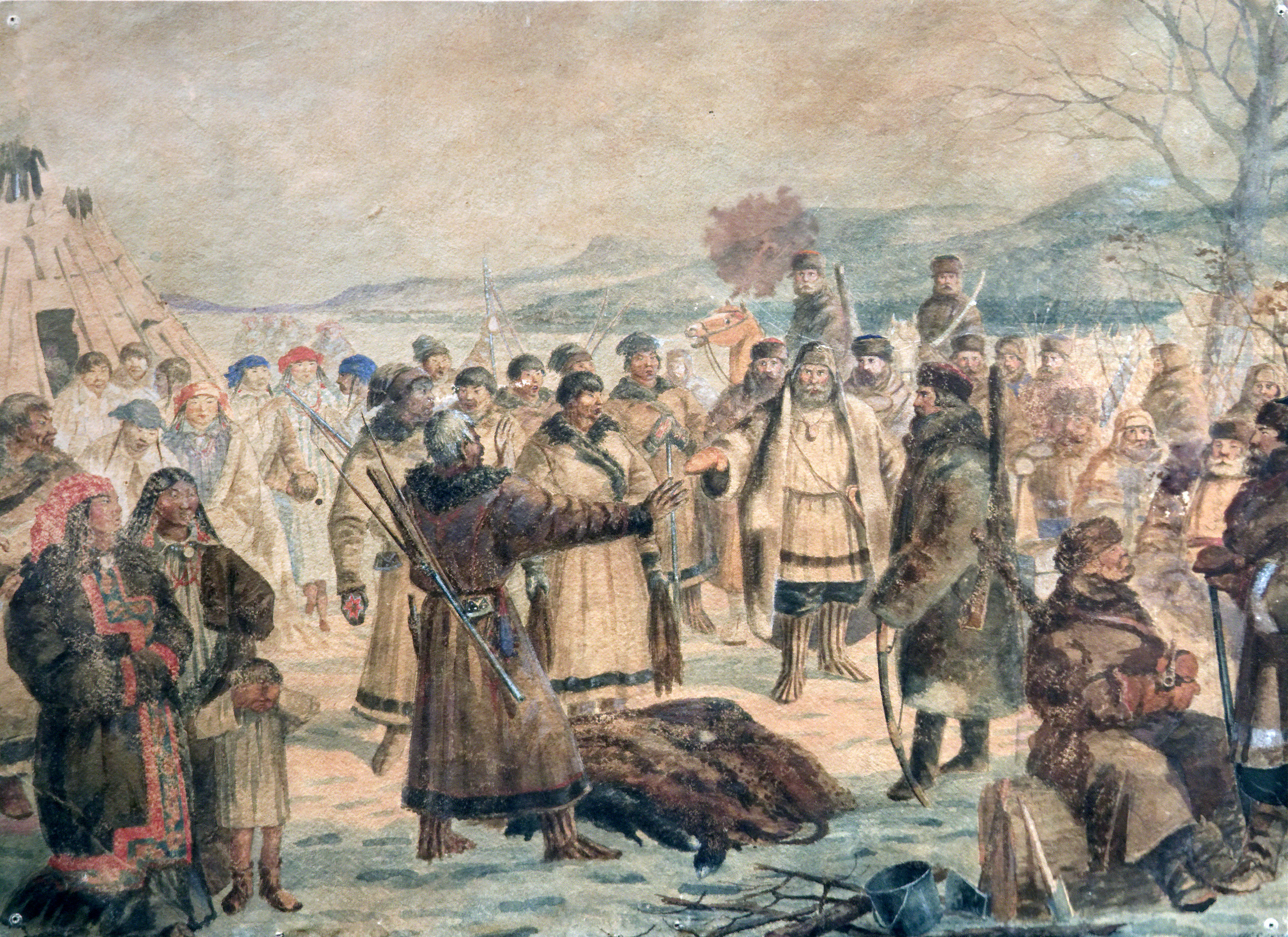
pobór jasaka w guberni jenisejskiej, XIX w.

Jasak (ros. ясак) – rodzaj daniny pobieranej dla Imperium Rosyjskiego w naturze (w futrach i skórach) od rdzennej ludności Syberii i Kamczatki.